# Erycinopsis diaphana
Erycinopsis diaphana är en fjärilsart som beskrevs av Felder 1874. Erycinopsis diaphana ingår i släktet Erycinopsis och familjen mätare. Inga underarter finns listade i Catalogue of Life.